# Ópera de Colónia
A Ópera de Colónia (português europeu) ou Colônia (português brasileiro) (em alemão:  Oper Köln) é o principal teatro de ópera de Colónia, na Alemanha.

## História
A partir de meados do século XVIII, a ópera foi apresentada nos teatros da corte da cidade pelas companhias italianas itinerantes de ópera. A primeira companhia permanente na cidade foi criada em 1822, e realizada principalmente no Teatro an der Schmierstraße (construído em 1783 como um teatro privado que também era usado para peças e concertos). A companhia de ópera mais tarde se apresentou no Teatro in der Glockengasse (construído em 1872) e no Teatro am Habsburger Ring (construído em 1902). O Teatro am Habsburger Ring foi construído na cidade de Colónia, onde tornou-se o primeiro teatro a ser projetado especificamente como uma casa de ópera.

## Diretores musicais
- Otto Lohse (1904–1911)
- Gustav Brecher (1911–1916)
- Otto Klemperer (1917–1924)
- Eugen Szenkar (1924–1933)
- Fritz Zaun (1929–1939)
- Günter Wand (1945–1948)
- Richard Kraus (1948–1955)
- Otto Ackermann (1955–1958)
- Wolfgang Sawallisch (1960–1963)
- Siegfried Köhler (1964)
- István Kertész (1964–1973)
- John Pritchard (1973–1988)
- James Conlon (1991–2004)
- Markus Stenz (2004–2014)
- François-Xavier Roth (2014– )